# 30e bataillon de chasseurs à pied
Le 30e bataillon de chasseurs à pied (30e BCP) est une unité militaire française dissoute de l'infanterie alpine (chasseurs alpins) dont les casernements en 1914 étaient à Grenoble dans l'Isère.

## Création et différentes dénominations
- 1871 : création du 30e bataillon de chasseurs à pied,
- 1889 : devient le 30e bataillon alpin de chasseurs à pied (BACP)[1],
- 1916 : devient le 30e bataillon de chasseurs alpins,
- 1924 : 30e bataillon alpin de chasseurs à pied,
- 1927 : 30e bataillon de chasseurs alpins,
- 1929 : 30e bataillon de chasseurs à pied en garnison à Metz,
- 1940 : dissolution,
- 1940 : nouvelle création du bataillon (armée d'armistice),
- 1942 : dissolution,
- 1945 : 30e bataillon de chasseurs portés,
- 1968 : 30e groupe de chasseurs motorisés,
- 1977 : 30e groupe de chasseurs,
- 1990 : 30e bataillon de chasseurs à pied,
- 1998 : dissolution.

## Historique des garnisons, campagnes et batailles

### Garnisons
- 1871 : Rochefort sur mer
- 1872 - 1875 : Paris
- 1875 - 1876 : Embrun
- 1876 - 1881 : Clermont-Ferrand
- 1881 : Tunisie
- 1882 - 1885 : Clermont-Ferrand
- 1885 - 1888 : Batna
- 1888 - 1889 : Embrun
- 1889 - 1893 : Grenoble
- 1893 - 1895 : Embrun
- 1895 - 1901 : Grenoble
- 1901 - 1903 : Embrun
- 1903 - 1909 : Grenoble
- 1909 - 1911 : Embrun
- 1911 - 1914 : Grenoble
- 1919 - 1922 : Landau - Deux Ponts
- 1922 - 1924 : Oberstein - Birkenfeld
- 1924 - 1929 : Rur - Euskirchen - Düren
- 1929 - 1931 : Metz
- 1931 - 1936 : Sarreguemines
- 1936 - 1939 : Saint Nicolas de Port
- 1940 - 1942 : Saint Laurent de Céris
- 1942 - 1945 : Clandestinité (Charente - Moselle)
- 1945 - 1946 : Metz - Paris - Lorrez le Bocage
Saint Benoît sur Loire - Baumholder - Cochem
- 1946 - 1951 : Limoges
- 1951 - 1956 : Saarburg
- 1956 - 1958 : Maroc
- 1958 - 1964 : Algérie
- 30 juin 1964 : dissolution à Donaueschingen
- 1er août 1968 : renaissance à Lunéville
- 30 juin 1990 : dissolution à Lunéville

### De 1871 à 1914

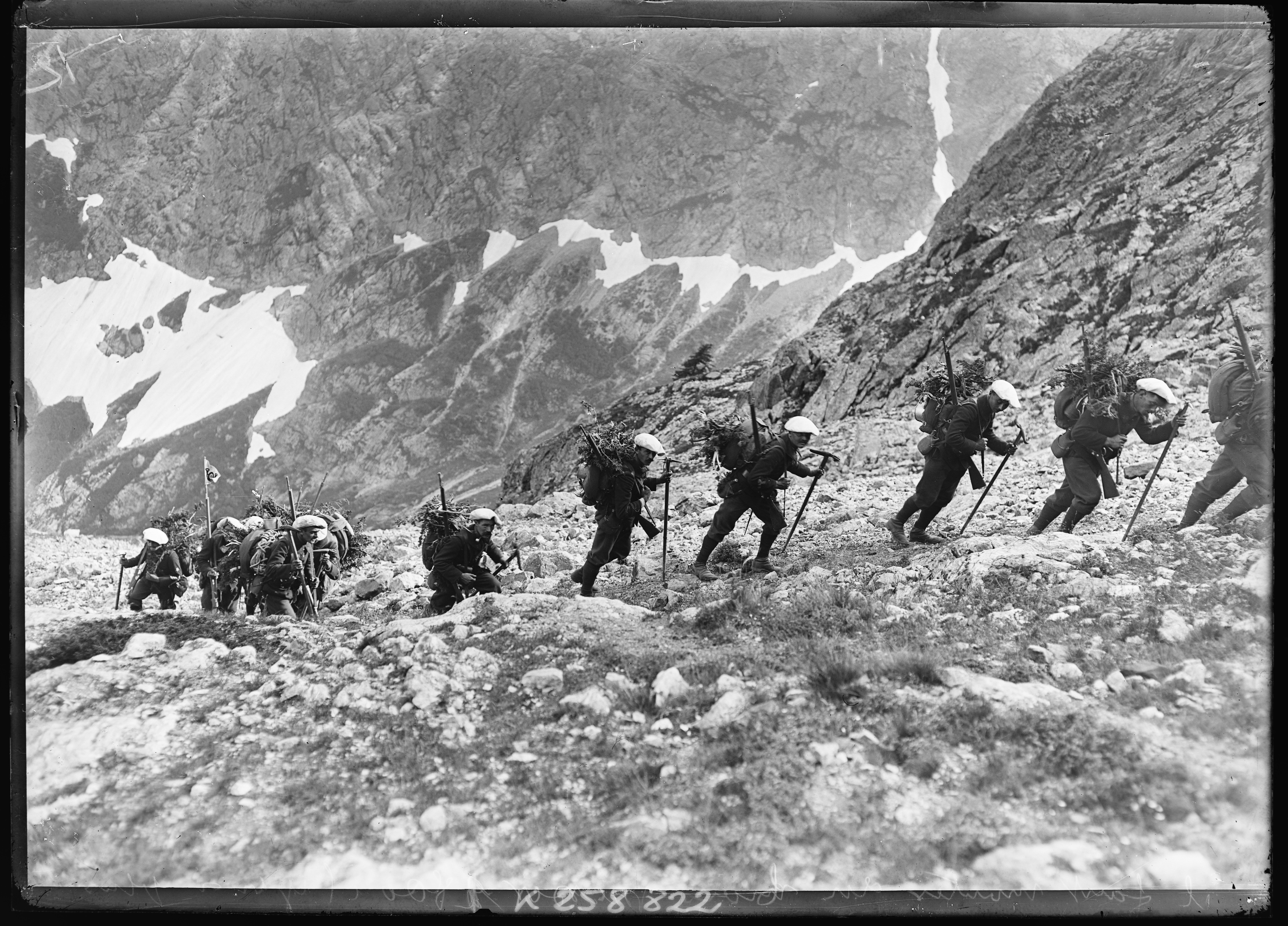
Les chasseurs du alpin de chasseurs à pied dans les Alpes en 1912.

- 11 août 1871 : au lendemain même des revers de 1870 un décret en date du 30 janvier 1871 crée le 30e bataillon de chasseurs à pied. Durant la Commune de Paris en 1871, le bataillon participe avec l'armée versaillaise à la semaine sanglante

- 1881 : il prend une part brillante à l'expédition de Tunisie. (combat de Mateur)

- 1885 : Algérie.(Les Aurès) il quitte définitivement la terre d'Afrique pour tenir garnison à Grenoble.

- Il est l'un des douze bataillons de Chasseurs à pied spécialisés « alpin » par la loi du 24 décembre 1888. (6e - 7e - 11e - 12e - 13e - 14e - 22e - 23e - 24e - 27e et 28e). En garnison à Grenoble (Isère).

### Première Guerre mondiale

#### Rattachements successifs
- À la mobilisation en 1914 le bataillon est en casernement à Grenoble et fait partie de la 54e brigade de la 27e division d'infanterie du 14e corps d'Armée.
- 41e division d'infanterie en août 1914.
- 66e division d'infanterie d'octobre 1914 à janvier 1915.
- 47e division d'infanterie de janvier 1915 à novembre 1918.

#### 1914

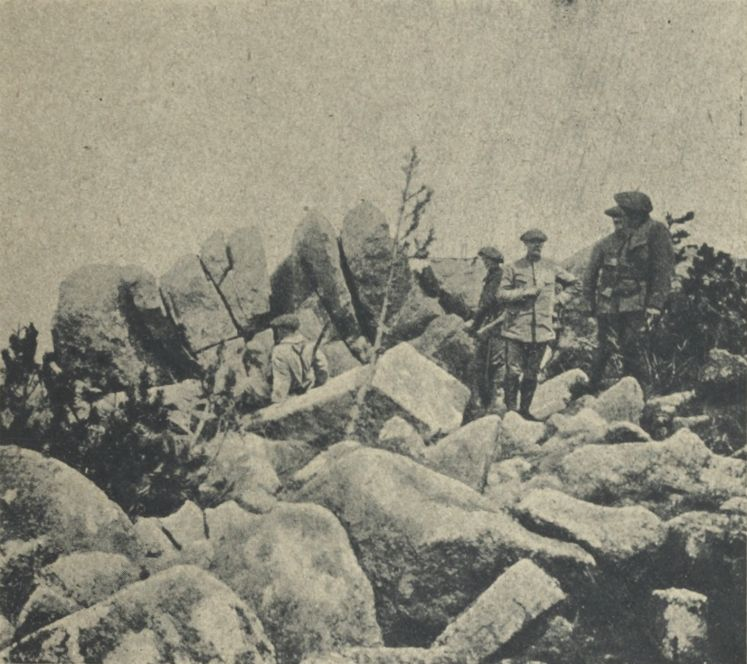
Tête des Faux en 1914.

- Août : parti de Jausiers, son secteur des Alpes, s'embarque à Chorges le 10 août 1914. L'effectif du bataillon est alors de 25 officiers, 102 sous-officiers et 1 633 hommes de troupe répartis en 1 état major, 1 section hors rang et 6 compagnies. Il comprend d'autre part 46 chevaux et 106 mulets[2].
- fin août, Opération d'Alsace[3] Bois de Ménampré, Bois Chenu
- Septembre - décembre, Lorraine : Lesseux, La Tête du Violu
- décembre : Vosges, Chapelle Saint-Antoine[4], Hartmannswillerkopf, Tête des Faux[5]

#### 1915
- Vosges : Tête des Faux,

De février à juillet il participe à la bataille du Reichsackerkopf.
- Alsace juin à août : Bataille du Linge (juin-octobre 1915)[6] : Reichackerkopf, le Linge. Le bataillon est presque anéanti durant cette opération.

#### 1916
- Alsace
- Bataille de la Somme : Curlu, La pestilence, Cléry, Sud de Maurepas, Bois de Hem, Bois du Ravin, Calvaire de Maurepas, Mont-Saint-Quentin[7].
- Vosges

#### 1917
- Vosges : La Chapelotte
- Aisne : Chevreuse
- Champagne : Tahure
- Front italien : Monte Tomba, Monfénéra.

#### 1918
- Italie : col de la Russo
- Contre offensive Marne et Ourcq (juillet)
- Somme : tunnel du Tronquoy, Nord de Saint-Quentin, Bois des Taupes, Courjumelles, Guise[8]

### Entre-deux-guerres

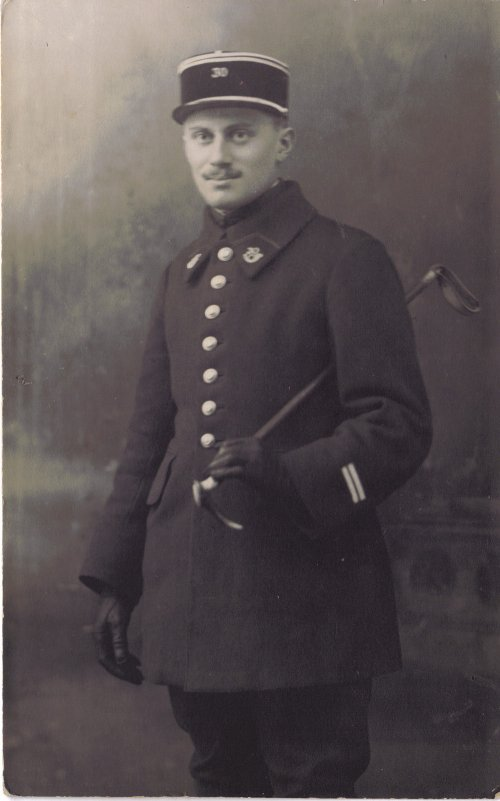
Le lieutenant Pierre-Élie Jacquot du en 1924.

- 1919 - 1929 : occupation de l'Allemagne, Ider-Birkenfeld, Düren, Drove et Euskirchen.
- 1929 : en garnison à Metz, dissolution puis nouvelle création à partir du 26e BCP (le bataillon perd sa spécificité alpine et redevient le 30e BCP.

### Seconde Guerre mondiale
- 1939 : Sarre Kleinblittersdorf.

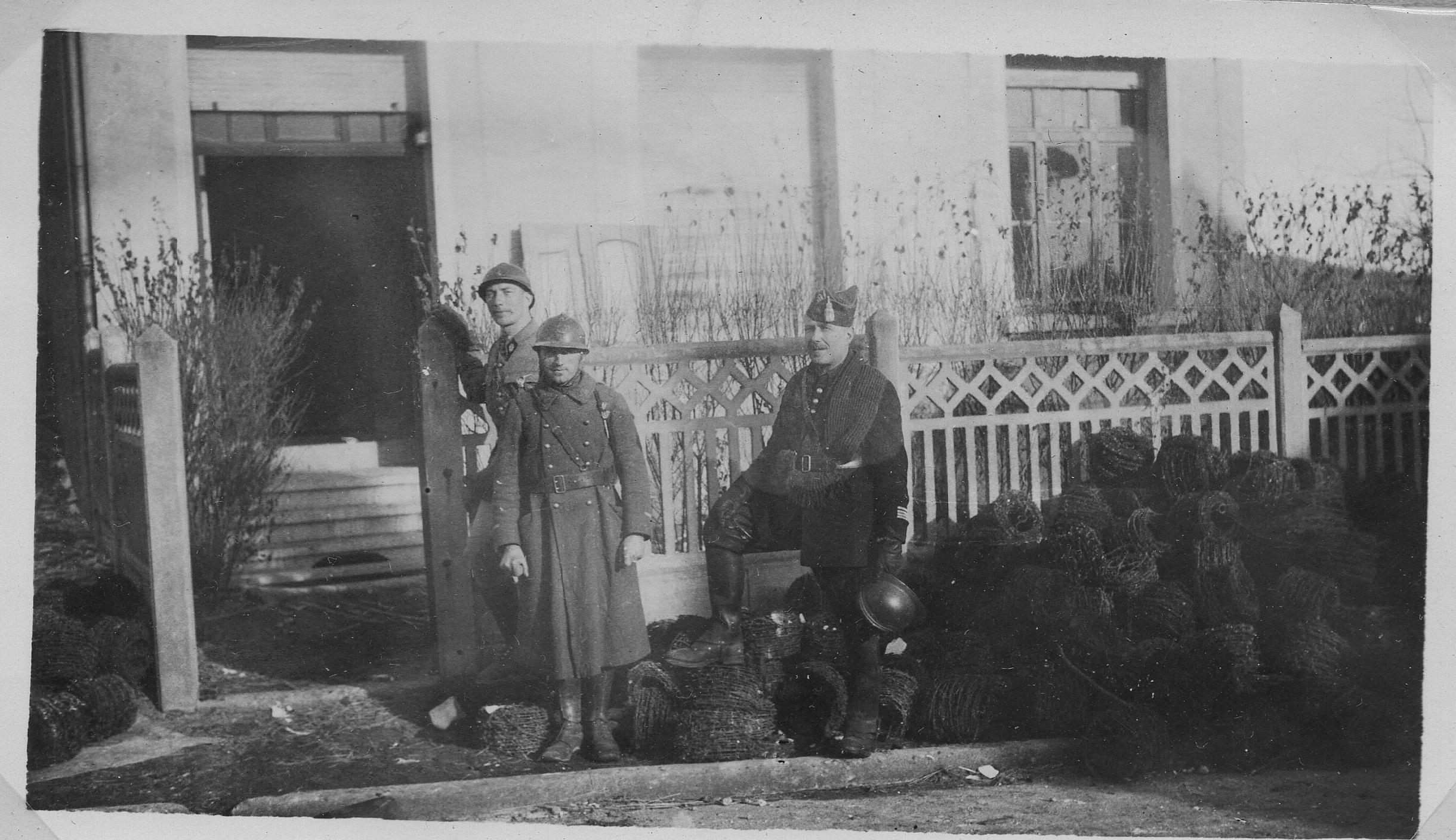
Merlebach, maison fortifiée, adj chef Carpentier en mars 1940.

- 1940 : Lorraine (Saint-Avold, Forbach), Oise (Ormoy-Villers), Loire, dissolution
- écusson 30e BCP

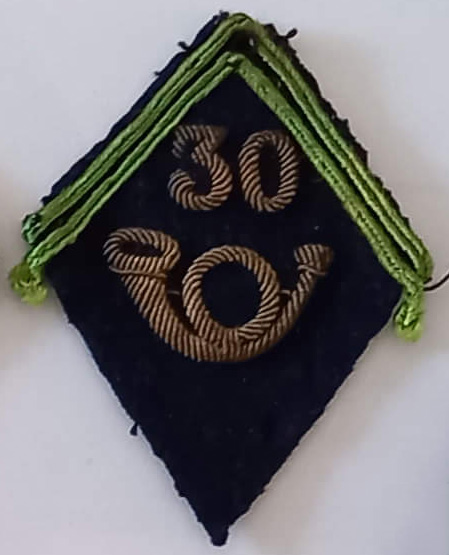
écusson 30e BCP

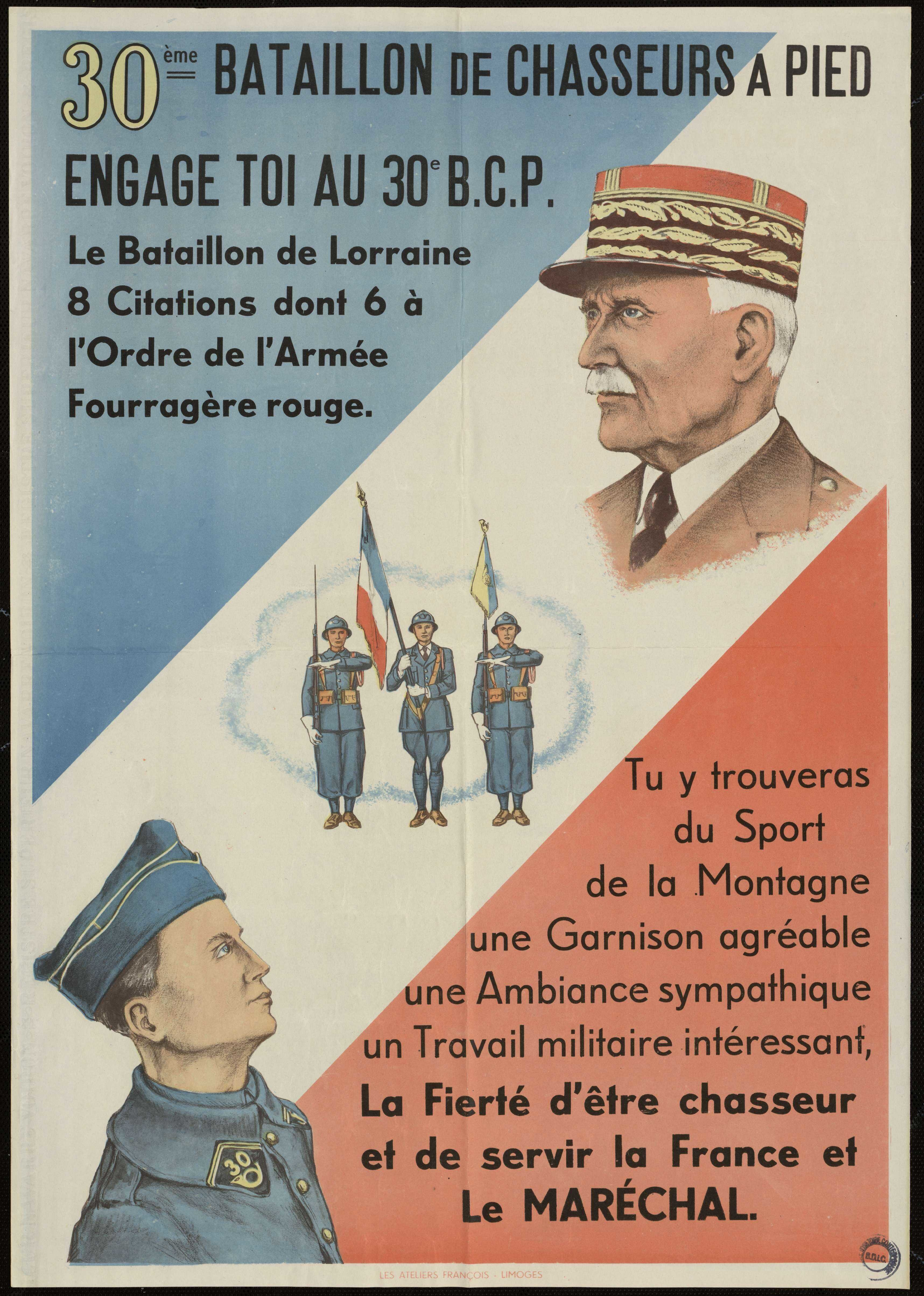
Affiche de recrutement pour le sous Vichy : La Fierté d'être chasseur et de servir la France et Le Maréchal.

- 1940 - 1942 : recréé dans l'Armée d'Armistice.
- 1944 : Lorraine (Metz, Merlebach), Allemagne.

### De 1945 à nos jours
- 1956 : Algérie française : Nemours ; Maroc : (Kasba-Tadla, Oujda, Meknès, Taza, Marrakech, Fès).
- 1958 : Algérie française : (Geryville, Corneille, Oran, Aïn-Temouchent).
- 1964 : dissolution
- 1968 : re-création à Lunéville
- 1977 : il est une des unités de la 4e division blindée lors de sa formation le 1er août.
- 1990 : dissolution au sein de l'armée d'active et recréation en tant qu'unité de réserve par changement d'appellation du 31e BCP. Transfert de la compagnie antichar au 35e régiment d'infanterie de Belfort (cette compagnie est elle-même dissoute en 2001 dans le cadre d'une réorganisation des unités d'infanterie).
- 1998 : dissolution du 30e bataillon de chasseurs (unité de réserve).

## Traditions

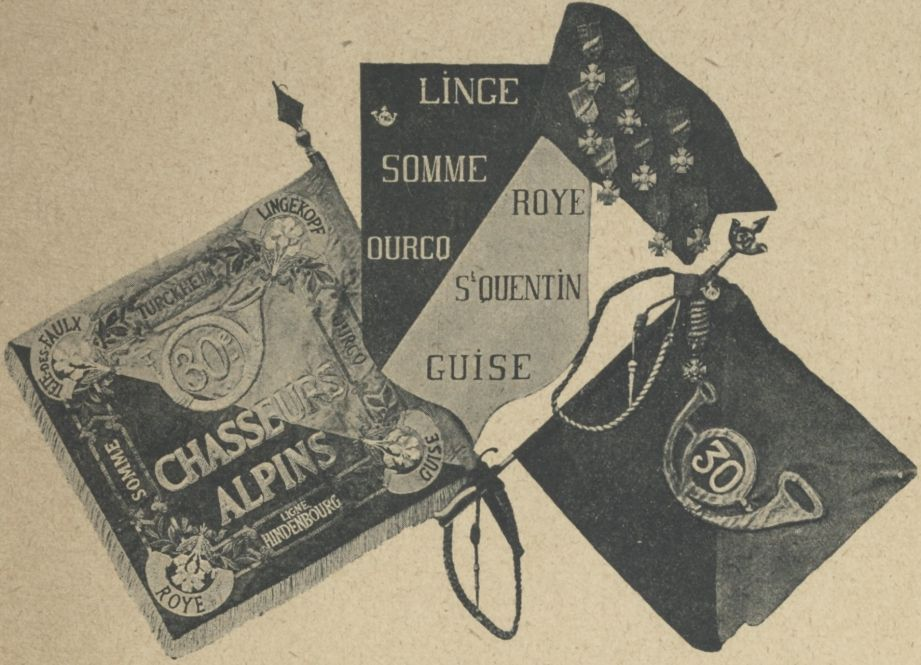
Les deux fanions du de chasseurs après la Grande Guerre : à droite le fanion utilisé pendant la guerre et déchiré pendant les combats et à gauche le fanion offert par le journal La République de l'Isère en décembre 1918.

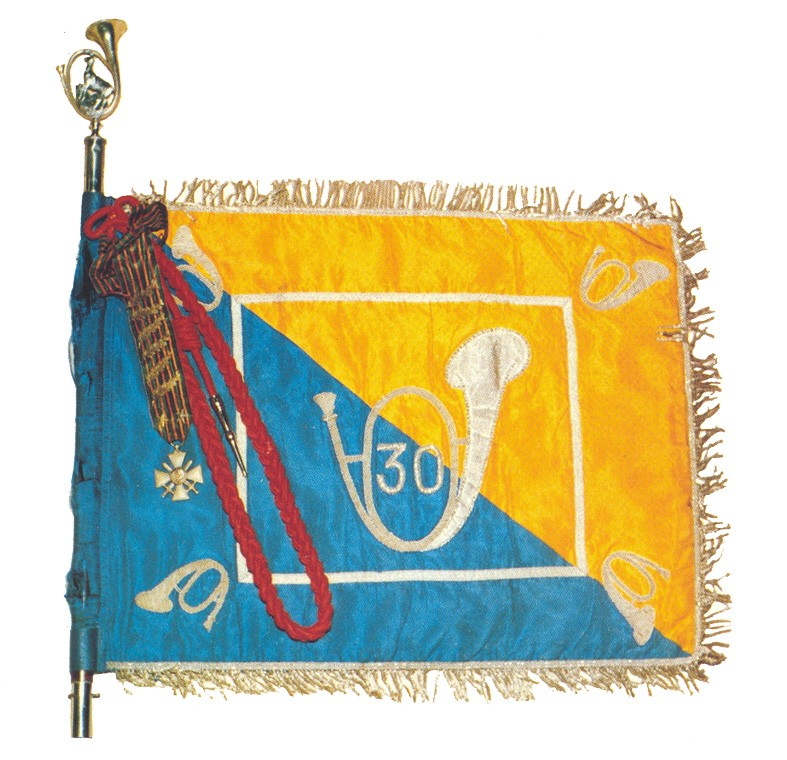
Fanion du de chasseurs.

### Devise
« En pointe toujours »

### Drapeau
Comme tous les autres bataillons de chasseurs ou groupes de chasseurs, il ne dispose pas de son propre Drapeau, mais il assure la garde alternée du Drapeau des chasseurs, commun à toutes les unités de chasseurs.
Le bataillon porte la fourragère a la couleur du ruban de la Légion d'honneur, qui lui a été remise le 27 novembre 1918, après avoir reçu la Croix de guerre 1914-1918 avec six citations à l'ordre de l'armée au cours de la Première Guerre mondiale,.
Le fanion du 30e GC est actuellement à la garde du 16e bataillon de chasseurs à pied.

### Décorations
Félicitations et citations obtenues par le 30e bataillon du 20 aout 1914
« Le général commandant le détachement s'empresse d'adresser toutes ses félicitations au lieutenant-colonel Goybet, commandant le 30e bataillon de Chasseurs et à ses si braves troupes pour leur succès d'hier contre un ennemi très supérieur en nombre. »
Ordre général no 14 du 6 octobre 1914
« Le général commandant le groupement des Vosges adresse ses félicitations. Il témoigne spécialement sa satisfaction aux détachements des 30e bataillon de Chasseurs alpins… qui ont rivalisé d'entrain dans l'attaque des retranchements ennemis. »
Ordre de groupe des bataillons de chasseurs de la 66e D.I.
« Après avoir délogé l'ennemi de toute la vallée de la Fecht, aux combats du Hohneck, de Gaschney, du Sattel (14 et 15 août), de Günsbach (19 août), de Turckheim (21 août), a vigoureusement pris part au combat d'Ingersheim (22 août), en détruisant l'aile gauche ennemie à Logelbach.
Ramené en toute hâte dans la région du col du Bonhomme, col des Bagenelles, violemment bombardée pendant plusieurs jours, y a maintenu l'ennemi par de vigoureuses contre-attaques.
Prenant part aux opérations du col des Journaux, a poussé vers Mandrey des reconnaissances offensives et, de concert avec le 13e bataillon de Chasseurs alpins, a capturé le convoi d'une division bavaroise.
En septembre 1914, s'est emparé de haute lutte du bois du Chena et du Mont et a coopéré à l'enlèvement des hauteurs de Lesseux.
Par une série d'audacieux coups de main (octobre 1914), s'est emparé de la région frontière comprise entre le Rossberg et le col de Valdhaus, et a puissamment contribué à l'enlèvement du sommet du Violu par le 28e bataillon de Chasseurs alpins ainsi qu'à l'arrêt de fortes contre-attaques ennemies. »
Ordre de la VIIe armée no 56, du 4 septembre 1915
« Le 30e bataillon de Chasseurs, sous les ordres du chef de bataillon Bouquet : S'est affirmé une fois de plus comme une troupe d'élite, dans une région montagneuse très difficile : a enlevé sous le feu de l'infanterie et de l'artillerie ennemies d'une violence extrême et après plusieurs assauts, sous bois, une position organisée de longue date par l'ennemi ; s'y est maintenu malgré les attaques réitérées de troupes fraîches précédées par des bombardements d'artillerie lourde d'une intensité peu commune ; a infligé de lourdes pertes à l'ennemi. »
Ordre du 20e corps d'armée no 252, du 15 septembre 1916
« Le 30e bataillon de Chasseurs alpins :

Après avoir, du 12 juillet 1916 au 20 juillet 1916, organisé, sous le feu de l'artillerie, une base d'attaque modèle, s'est porté sous les ordres de son valeureux chef, le commandant Latrabe, et malgré un feu terrible de mitrailleuses, à l'assaut de quatre lignes de tranchées successives défendues par des forces supérieures, s'en est emparé aux prix de pertes sensibles, les a retournées et organisées, en quatre heures, en une nouvelle base d'attaque, qui a été encore perfectionnée malgré un violent feu d'artillerie, du 20 au 25 juillet. A pris neuf mitrailleuses, deux lance-bombes, des approvisionnements considérables en cartouches et matériel divers et a fait plus de 200 prisonniers. »
Ordre du G. Q. G. no 5609 "D", du 17 septembre 1917
« Le 30e bataillon de Chasseurs alpins :

Bataillon d'élite déjà cité à l'ordre de l'armée, sous les ordres du commandant Latrabe, a fait preuve, au cours des opérations de juillet, août, septembre et octobre 1916 sur la Somme, d'un esprit offensif qui ne s'est jamais démenti, marquant par une avance chacun de ses combats et capturant près de 600 prisonniers, 10 mitrailleuses et un important matériel.

Signé : Pétain. »
Ordre de la VIIe armée no 627 du 4 septembre 1918
« Le 6e groupe de Chasseurs : 115e :

Les 30e et 70e bataillons de Chasseurs :

Sous l'impulsion énergique du lieutenant-colonel Zerbini et le commandement des chefs de bataillon Touchon, Latrabe, Masson, après avoir, les 8, 29 et 30 juin 1918, refoulé les lignes ennemies à plus d'un kilomètre, a pris part à la bataille dernière d'une façon particulièrement brillante, a lutté d'abord sans arrêt les 18, 19 et 20 juillet pour s'emparer de quatre bois et d'un village, a forcé l'adversaire à abandonner sur place de nombreuses mitrailleuses ainsi que d'importants dépôts de munitions : a repris le combat trois jours après et s'est emparé d'une grosse localité et de ses abords, défendus par des mitrailleuses et des canons qui sont restés entre nos mains. »
ordre de la 1re armée no 157, du 30 septembre 1918
« Le 30e bataillon de Chasseurs alpins :

Sous les ordres du commandant Latrabe, chef superbe de froide bravoure et de sage énergie, aimé et suivi de sa troupe qu'il a faite à son image, a pendant cinq jours de combats les plus rudes, conquis deux lignes de tranchées fortement occupées, progressant sur une profondeur de cinq kilomètres, faisant subir à l'ennemi des pertes importantes, lui capturant de haute lutte 145 prisonniers, 2 canons, 28 mitrailleuses et un matériel de toute nature dont 5 canons et 2 dépôts de munitions d'infanterie et d'artillerie. Signé : Debeney. »
Ordre de la 1re armée no 171, du 15 novembre 1918
« le 6e groupe de bataillons de Chasseurs alpins :

le 30e bataillon (commandant Latbabe) : 

le 70e bataillon (commandant Masson) : 

le 115e bataillon (commandant Touchoïn) : 

Engagé du 30 septembre au 8 octobre 1918, dans un combat de rupture contre les positions puissamment organisées de la ligne Hindenburg, a mené sans arrêt ses attaques en progressant d'une façon continue, sans laisser un moment de répit à l'adversaire, malgré sa résistance acharnée. Grâce à la souplesse de ses manœuvres, à la bravoure de ses troupes et à leur esprit de sacrifice est venu à bout des résistances les plus opiniâtres et a pu enlever, de haute lutte, le 8 octobre? une ferme solidement organisée, rompant enfin la ligne ennemie. A fait, au cours de ses attaques, 833 prisonniers valides, dont 30 officiers, a pris cinq canons, 14 minenwerfer, 180 mitrailleuses et une quantité de matériel.

Signé : Debeney. »
Ordre de la 1re armée no 201, du 8 décembre 1918
« Le 30e bataillon de Chasseurs alpins :

Sous les ordres du commandant Latrabe, troupe remarquablement entraînée, connue par son audace et son endurance. Avec l'aide de chars d'assaut, a enlevé le 26 octobre 1918, la partie Sud du village de Pleine-Selve solidement défendu, y a fait des prisonniers et pris des mitrailleuses ; continuant son action le 27, a poursuivi l'ennemi pendant neuf kilomètres. Le soir, quand la division se trouvait arrêtée sur une nouvelle ligne, a profité de la chute du jour pour tenter, avec l'aide de deux sections de chars d'assaut, de prendre pied dans un point d'appui ennemi, a réussi cette opération, faisant 40 prisonniers qui ont permis d'identifier une nouvelle division. Le 4 novembre, a pris part, en tête, à la poursuite pendant 21 kilomètres, précédant toujours de plusieurs heures les éléments de la division voisine. Signé : Debeney. »
« Par décision no 138 « F », en date du 27 novembre 1918, de M. le Maréchal de France commandant en chef, le 30e bataillon de Chasseurs alpins a droit au port de la fourragère à la couleur du ruban de la légion d'honneur. »

#### Citations des unités
ordre du 34e corps d’armée du 7 décembre 1914, no 41
« 1re, 2e,6e compagnies et section de mitrailleuses du 30e bataillon :

Le 2 décembre 1914, sous le commandement du capitaine Regnault, ont chassé l'ennemi à la baïonnette de la Tête des Faux, après avoir escaladé sous le feu, des éboulis d'énormes rochers, et se sont maintenues ensuite sur ce sommet malgré toutes les contre-attaques. »
Ordre général de l’armée du 11 janvier 1915
« (Détachement des Vosges) :

La 6e compagnie du 30e bataillon de Chasseurs alpins :

Placée depuis le 2 décembre 1914 à l'endroit le plus périlleux de la Tête des Faux, sous les ordres du capitaine Touchon, à quelques mètres des tranchées ennemies, dans lesquelles elle jetait constamment des grenades à main, a héroïquement résisté pendant la nuit du 24 1915 au 25 décembre 1915 à une très violente attaque exécutée par des forces très supérieures, se maintenant sur ses positions après une mêlée à la baïonnette où elle a perdu le tiers de son effectif, chantant la Marseillaise aux instants les plus critiques, et infligeant à l'ennemi par son feu et par ses contre-attaques des pertes très considérables. »
Ordre de la 47e division no 96, du 6 janvier 1918
« La 2e compagnie du 30e bataillon de Chasseurs alpins. Sous le commandement du capitaine Trefcon :

Le 24 octobre 1917, après avoir préparé un coup de main par une série de reconnaissances méthodiques, a fait irruption dans les lignes ennemies avec un superbe entrain, y a mené avec des groupes ayant à leur tête les sous-lieutenants Neveu et Curet, l'adjudant Audet, les aspirants Laplassotte et Agen, le sergent Leclerc, une série de vifs combats à la grenade qui l'ont conduite à ses objectifs ; a tué plusieurs Allemands, incendié des abris occupés, est ensuite rentrée au complet dans un ordre parfait. »
Ordre no 19 du 6e groupe de chasseurs du 2 janvier 1918
« La compagnie de mitrailleuses du 30e bataillon de Chasseurs, sous les ordres du capitaine Doligez, chef aussi remarquable par sa bravoure et son énergie que par son expérience professionnelle, a contribué au succès du 30 décembre 1917. A, le lendemain, abattu un premier avion ennemi et atteint un deuxième qui, après une chute en feuille morte de 200 mètres, a regagné péniblement ses lignes. »
Ordre du 6e groupe de chasseurs no 35, du 7 août 1918
« Les brancardiers du 30e bataillon :

Depuis le début de la campagne, ont montré dans de nombreux et durs combats un dévouement et un mépris du danger admirables : dans les attaques du 18 au 24 juillet 1918, ont fait des prodiges pour assurer l'évacuation de nombreux blessés, ont réussi malgré de grandes difficultés et des dangers constants. »
Au cours de la guerre 1914-1918
« 41 Officiers, dont deux chefs de corps, 73 Sous-Officiers, 986 Caporaux et Chasseurs du 30e bataillon de chasseurs alpins sont tombés héroïquement pour sauver le patrimoine sacré de notre pays. »

### Chant
Le chant officiel, comme pour toutes les unités de Chasseurs est celui de la Sidi-Brahim. Les paroles et les formes chantées sont facilement disponibles sur internet. Le premier couplet ainsi que le refrain sont les plus chantés.

La Sidi-Brahim
Francs Chasseurs, hardis compagnons,
Voici venir le jour de gloire.
Entendez l’appel du clairon
Qui vous présage la victoire.
Volez, intrépides Chasseurs*,
La France est là qui vous regarde.
Quand sonne l’heure du combat,
Votre place est à l’avant-garde !
Refrain :
En avant, braves bataillons,
Jaloux de notre indépendance,
Si l’ennemi vers nous s’avance,
Marchons, marchons, marchons !…
Mort aux ennemis de la France!
Marchons, marchons, marchons !…
Mort aux ennemis de la France!
- Pour la rime le mot soldat est celui gardé par les puristes.

Une autre chanson a pour refrain:
(refrain)
Il était un petit homme tout habillé de bleu, Sacrebleu !
ou
Il était un petit homme tout habillé de bleu, nom de Dieu !

## Chefs de corps

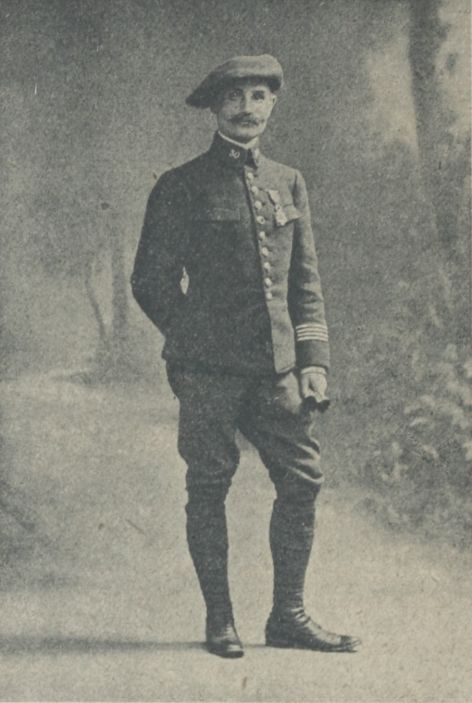
Le chef de bataillon Bouquet, tué le 18 9 1915 au Linge.

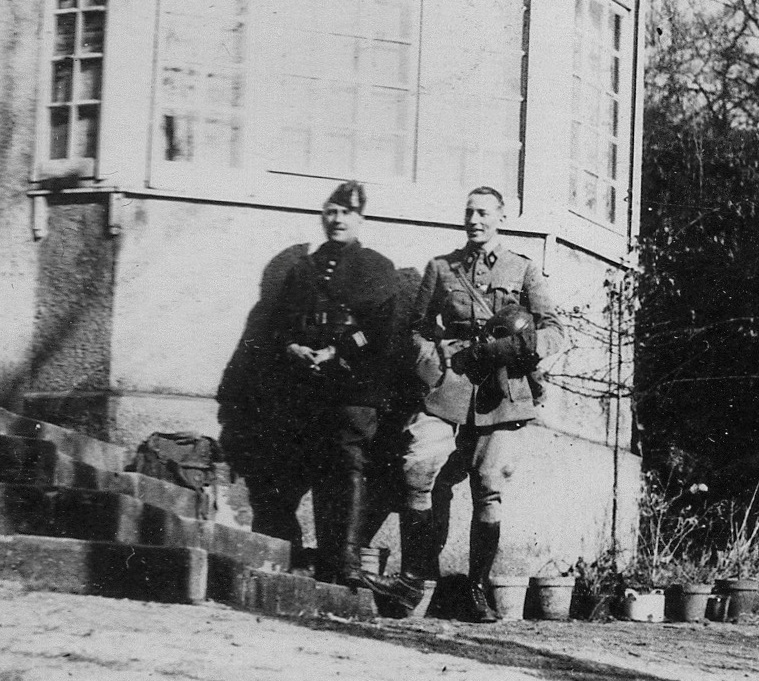
Le chef de bataillon Marlier et le médecin Garitan au P.C. de St-Avold en Mars 1940.

- 1871 - 1879 : chef de bataillon Lanes;
- 1879 - 1885 : chef de bataillon Léger;
- 1885 - 1889 : chef de bataillon Pourquery de Pechalves;
- 1889 - 1896 : lieutenant-colonel du Pouget de Nadaillac;
- 1897 - 1898 : lieutenant-colonel Massiet du Biest;
- 1898 - 1926 : lieutenant-colonel Bertin;
- 1907 - 1914 : lieutenant-colonel Goybet[18];
- 1914 - 1915 : capitaine puis chef de bataillon Bouquet (tué au combat)[18],[19];
- 1915 - 1915 : chef de bataillon Julliard[20];
- 1915 - 1922 : chef de bataillon Latrabe;
- 1922 - 1927 : chef de bataillon de Tessières;
- 1927 - 1929 : chef de bataillon Azan;
- 1929 - 1932 : chef de bataillon André;
- 1932 - 1936 : chef de bataillon Devevey;
- 1936 - 1938 : chef de bataillon Daru;
- 1938 - 1940 : chef de bataillon Marlier;
- 1940 - 1942 : chef de bataillon Joly;
- 1943 - 1944 : capitaine Rogez;
- 1944 - 1945 : chef de bataillon du Cheron du Pavillon;
- 1945 - 1946 : chef de bataillon Dor;
- 1946 - 1947 : lieutenant-colonel Beaurepère;
- 1947 - 1948 : lieutenant-colonel Putz;
- 1948 - 1950 : lieutenant-colonel Petit;
- 1950 - 1951 : lieutenant-colonel Bourdarias;
- 1951 - 1952 : lieutenant-colonel Dudognon;
- 1952 - 1954 : lieutenant-colonel Charlet;
- 1954 - 1956 : lieutenant-colonel Albert;
- 1956 - 1959 : lieutenant-colonel Monnier;
- 1959 - 1960 : lieutenant-colonel Labaume;
- 1960 - 1961 : lieutenant-colonel Tassel;
- 1961 - 1962 : chef de bataillon Biraud;
- 1962 (mai à août puis septembre) : chef de bataillon Fonlupt;
- 1962 - 1963 : chef de bataillon Biré;
- 1963 - 1964 : chef de bataillon de Dinechin;
- 1968 - 1970 : colonel Leclaire;
- 1970 - 1972 : colonel Guibert;
- 1972 - 1974 : colonel de Suremain;
- 1974 - 1976 : colonel Balmitgère;
- 1976 - 1978 : colonel Duval;
- 1978 - 1980 : colonel Thoumazou;
- 1980 - 1982 : colonel de Percin-Northumberland;
- 1982 - 1984 : colonel Lécuyer;
- 1984 - 1986 : colonel Öttl;
- 1986 - 1988 : colonel Funk;
- 1988 - 1990 : colonel Lucas;

## Personnalités ayant servi au sein du bataillon

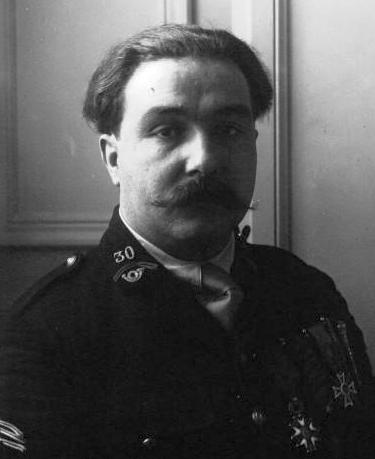
Le capitaine Vidal du 30e BCP en 1917, futur député (1919)

- Robert Touchon, capitaine en 1914-1915
- Jules Latrabe, Commandant du bataillon de 1915 à 1922 et Général de Brigade
- Gaston Vidal, capitaine pendant la guerre 1914-1918
- Gabriel Bablon, sous-lieutenant en 1929-1932, futur Compagnon de la Libération
- Rabah Kheliff, lieutenant musulman pendant les massacres d'Oran
- Léopold Gasc, devenu Général de Brigade, commandant, en 1947-49.

## Sources et bibliographie
- Historique du 30e bataillon de chasseurs alpins, Paris, Berger-Levrault, 1923, 184 p., lire en ligne sur Gallica.